# Criadas y señoras (novela)
Criadas y señoras es una novela publicada originalmente en inglés con el título The Help en 2009 escrita por la autora estadounidense Kathryn Stockett (traducción de Álvaro Abella, editada por Maeva en 2016). La historia trata sobre las criadas afroamericanas que trabajaban para las amas de casa blancas en Jackson (Misisipi), durante principios de los 60. Un artículo del USA Today la calificó como uno de los "éxitos del verano". Una reseña en The New York Times menciona "el afecto y la intimidad de Stockett enterrados bajo las conexiones domésticas aparentemente más impersonales" y dice que el libro "pronto será una novela salvajemente popular". The Atlanta Journal-Constitution dijo del libro: "Esta historia que rompe corazones es el imponente debut de un talento dotado." 
Es la primera novela de Stockett. Le llevó cinco años completarla y fue rechazada por 60 agentes literarios antes de que la agente Susan Ramer aceptase representarla. Criadas y señoras ha sido publicada en 35 países y en tres idiomas. En agosto de 2011, había vendido siete millones de copias y ha pasado más de 100 semanas en la lista de los más vendidos de The New York Times.
La versión en audiolibro de Criadas y señoras está narrada por Jenna Lamia, Bahni Turpin, Octavia Spencer, y Cassandra Campbell. Spencer fue la inspiración original de Stockett para el personaje de Minny, y también la interpreta en la versión cinematográfica.

## Argumento
Ambientada a principios de los años 60 en Jackson, Misisipi, en un inicio está narrada en primera persona desde las perspectivas de tres mujeres: Aibileen, Minny y Skeeter. Aibileen es una criada afroamericana que limpia casas y cuida a los niños de varias familias de blancos. Su primer trabajo desde que su hijo de 24 años, Treelore, muriese en un accidente laboral es atender el hogar de los Leefolt y cuidar de su hija pequeña, Mae Mobley. Minny es la amiga de Aibileen que frecuentemente cuenta a sus jefes lo que piensa de ellos, resultando ser despedida de diecinueve trabajos. La jefa más reciente de Minny era Mrs. Walters, madre de Hilly Holbrook. Hilly es la líder social de la comunidad y cabeza de la Junior League.
Eugenia "Skeeter" Phelan es la hija de una prominente familia de blancos cuya granja de algodón da empleo a muchos afroamericanos en los campos, y también en el hogar. Skeeter acaba de terminar la universidad y vuelve a casa con el sueño de convertirse en una escritora. El sueño de su madre es que Skeeter se case. Skeeter frecuentemente se pregunta acerca de la desaparición de Constantine, la criada que le vio crecer. Esta había estado escribiendo a Skeeter mientras estaba en la universidad y su última carta le prometía una sorpresa cuando volviese. La familia de Skeeter le cuenta que Constantine dimitió y luego se fue a vivir con sus parientes a Chicago. Skeeter no cree que Constantine les hubiera dejado y continuamente presiona a todo el mundo que cree que tiene información sobre ella que debería ser sacada a la luz, pero nadie quiere hablar sobre el tema.
La vida que llevaba Constantine mientras ayudaba a la familia Phelan conduce a Skeeter a darse cuenta de que a sus amigas criadas se les trata de una manera muy diferente de la que se trata a las empleadas blancas. Decide (con la ayuda de una editorial) que quiere revelar la verdad acerca de ser una criada de color en Misisipi. Skeeter empieza a comunicarse con las criadas y a ganarse su confianza. Los peligros de escribir un libro sobre afroamericanos en el Sur a principios de los 60 penden sobre las tres mujeres.

## Adaptación cinematográfica
Una versión fílmica de Criadas y señoras titulada "The Help" fue estrenada en 2011. Tate Taylor, un amigo de la infancia de Stockett escribió y dirigió la película.
Parte de Criadas y señoras fue rodada en Jackson (Misisipi), pero la película fue principalmente grabada en Greenwood (Misisipi), representando a Jackson en 1963.
En la 84.ª ceremonia de los Premios Óscar, Octavia Spencer ganó el Premio de la Academia a la mejor actriz de reparto por su papel en esta película. La película también recibió otras tres nominaciones a los Premios Oscar: Premio de la Academia a la mejor película, Premio de la Academia a la mejor actriz por Viola Davis, y el Premio de la Academia a la mejor actriz de reparto por Jessica Chastain.